# Pelagocephalus marki
Pelagocephalus marki is een straalvinnige vissensoort uit de familie van kogelvissen (Tetraodontidae). De wetenschappelijke naam van de soort is voor het eerst geldig gepubliceerd in 1981 door Heemstra & Smith.